# Arvydas Juozaitis

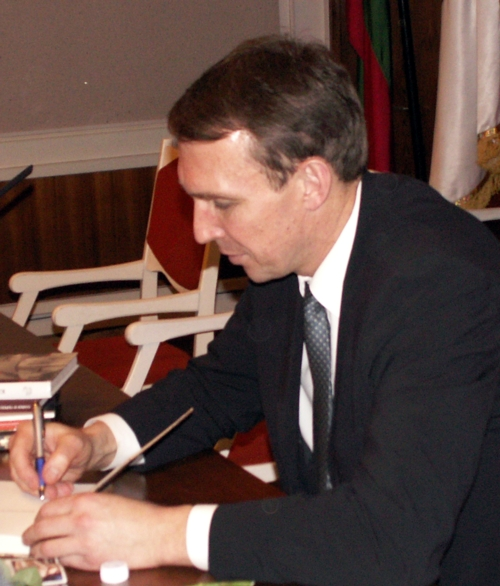
Arvydas Juozaitis, 2006

Arvydas Juozaitis (* 18. April 1956 in Vilnius, Litauische SSR, Sowjetunion) ist ein litauischer Philosoph, Schriftsteller, Journalist, olympischer Schwimmer und Politiker.

## Leben
Nach dem Abitur an der Mittelschule Žirmūnai beendete Juozaitis 1980 das Diplomstudium der Wirtschaft an der Wirtschaftsfakultät der Vilniaus universitetas und promovierte 1986 an der philosophischen Fakultät mit einem Thema über Wilhelm Dilthey („Vilhelmas Diltėjus: istorinis subjektas ir subjektyvioji realybė“).
Von 1985 bis 1987 lehrte er an der Lietuvos konservatorija. Von 1987 bis 2001 war er wissenschaftlicher Mitarbeiter am Forschungsinstitut der Lietuvos mokslų akademija. Von 1998 bis 2004 lehrte er an der Internationalen Wirtschaftsschule der Vilniaus universitetas. Von 2001 bis 2003 war er Berater des Premierministers Litauens und von 2004 bis 2009 Kulturattaché im Generalkonsulat Litauens in Kaliningrad. Seit 2009 lebt Juozaitis in Riga.
Im September 2018 verkündete er seine Teilnahme an der Präsidentschaftswahl in Litauen 2019, bei der er Gitanas Nausėda unterlag.

## Sport
Bei den Olympischen Spielen in Montreal trat Arvydas Juozaitis in der sowjetischen 4 × 100-m-Lagenstaffel und über 100 m und 200 m Brust an. Über 100 m erschwamm er eine Bronzemedaille. 1976 war er sowjetischer Meister über 100 m Brust.
2003-2011 - Präsident des litauischen Fair Play, Vertreter des European Fair Play (EFPM).
2012-1017 Vizepräsident des Litauischen Nationalen Olympischen Komitees.

## Bibliografie
- Sąjūdis ir demokratija, Vilnius, Periodika, 1990.
- Valdžia ir laisvė, Vilnius, Žurnalistika, 1990 ir 1998.
- The Lithuanian Independence Movement and National Minorities, Frankfurt am Main, J. W. Goethe-Universität, 1992.
- Nepriklausomybės kryžkelė, Vilnius, Liktarna, 1992.
- Tarp žmonių, Vilnius, 1993.
- Laiškai post scriptum, Vilnius, 1995.
- Šanchajaus istorijos, Kaunas, Santara, 1995.
- Tėvas Stanislovas, Vilnius, Džiugas, trys leidimai – 1995–1997.
- Alsavimas, Santara, 1996.
- Salomėja – sunkiausi metai, Vilnius, Regnum, 1997 ir 1999.
- Vilniaus langas – 1997, Vilnius, 1998.
- Prisilietimai, Vilnius, Pradai, 1999.
- Vilniaus langas – 1998, Vilnius, 1999.
- Vilniaus langas – 1999, Vilnius, 2000.
- Ištvermės metai ir A. Brazauskas: 1990–1997 metų politinė patirtis, Vilnius, 2001.
- Kultūros įkvėpiai, Mažasis vyturys, 2001.
- Laikraštis. Vilnius, 2003.
- Karalių miestas be karalių, Eglės leidykla. trys leidimai, Klaipėda 2006–2007, ISBN 9955-542-25-X.
- Ryga – niekieno civilizacija. Alma litera, Vilnius 2011, ISBN 978-9955-38-995-8
- Gyvųjų teatras: istorinių asmenybių dramos. Lietuvos rašytojų sąjungos leidykla, Vilnius 2012, ISBN 978-9986-39-739-7
- Rīga – cita civilizācija: literārā publicistika. Zvaigzne ABC, Riga 2014, ISBN 978-9934-0-4353-6.
- Kraštai ir žmonės: grožinė eseistika. Alma littera, Vilnius 2015, ISBN 978-609-01-1665-4.
- Napoleonas. 101 diena: istorinė drama. Alma littera, Vilnius 2015, ISBN 978-609-01-1840-5.
- Karalienė Luizė teatre: drama. Mit Illustrationen von Birutė Ukrinaitė. Druka, Klaipėda 2015, ISBN 978-609-404-198-3.
- Klaipėda – Mėmelio paslaptis: miesto epas. AAlma littera, Vilnius 2016, ISBN 978-609-01-2518-2.
- Kuršių nerija kaip sąžinė (su kitais). Druka, Klaipėda 2016, ISBN 978-609-404-223-2.
- Tėvynės tuštėjimo metas: 2000–2017 metai. Alma littera, Vilnius 2018, ISBN 978-609-01-3107-7.
- Imanuelis Kantas. Amžinybės nebus: istorinė drama. Alma littera, Vilnius 2018, ISBN 978-609-01-3157-2.
- Oginskis. Polonezas: 1791–1822 metų drama. Alma littera, Vilnius 2019, ISBN 978-609-01-3591-4.
- Šanchajaus istorijos: novelių rinkinys. Alma littera, Vilnius 2019, ISBN 978-609-01-3559-4.
- Tėvas Stanislovas: pasakojimų knyga. – Vilnius: Alma littera, 2020. - 416 p.: iliustr. - ISBN 978-609-01-4059-8.
- Kauno saulė: miesto epas. I knyga. – Vilnius: Alma littera, 2020. - 368 p.: iliustr. - ISBN 978-609-01-4324-7

## Auszeichnungen
- Vincas-Kudirka-Preis, 1992
- Orden des litauischen Großfürsten Gediminas, 5. Grad, 1997
- Ieva-Simonaitytė-Literaturpreis, 2007
- „Tolerancijos sparnai“, 2009
- Literaturpreis der Baltischen Versammlung, 2011
- Liudvik Rėza-Ludwig Rhesa-Literaturpreis, 2012
- Orden von Marias-Land der Republik Estlands (4. Klasse), 2013